# Rock Lee
Rock Lee (ロック・リー, Rokku Rī) is een personage uit de manga- en animeserie Naruto gecreëerd door Masashi Kishimoto. Hij maakt deel uit van team "Gai",
Dit team bestaat uit Hyuuga Neji, Tenten en Rock Lee onder leiding van Maito Gai.

## Achtergrond

### Persoonlijkheid
Als hij op de Ninja Academie zit in Konoha wordt Lee door zijn medestudenten vaak gepest omdat hij niet het talent heeft om zelfs de basis Jutsu uit te voeren. Hierdoor ontwikkelt Lee een gedrevenheid om te blijven trainen en sterker te worden. Nadat hij afstudeert op de Academie wordt hij ingedeeld bij Team Gai, een 4 mans groep die wordt geleid door Maito Gai. Geïnspireerd door Lee's vastberadenheid om sterker te worden beslist Gai om hem persoonlijk te helpen om zijn droom waar te maken, nl een uitstekende ninja worden ondanks zijn onvermogen om zowel Ninjutsu als Genjutsu te gebruiken. Door deze speciale band die hij heeft met Gai neemt Lee veel karaktertrekken van Gai over. Lee's groene jumpsuit en blinkende zwabber-achtige kapsel zijn dezelfde als die van zijn sensei. Ook erft Lee de vastberadenheid om elke belofte na te komen en om continue nieuwe tegenstanders te zoeken en zo zijn vaardigheden te perfectioneren. Lee heeft de rotsvaste overtuiging dat hij het natuurtalent van anderen kan overtreffen door middel van hard werken en passie. Doorheen de reeks probeert hij Hyuga Neji en Uchiha Sasuke te overtreffen, omdat zij beiden worden beschouwd als "genieën". Ondanks zijn zoektocht voor tegenstanders heeft Lee een zeer groot gevoel van respect en eer tegenover zijn tegenstanders, en hij weigert enige wrok te voelen tegenover mensen die hem hebben verslagen. Lee spreekt in heel formele taal in de reeks. In de Japanse versie gebruikt hij vaak de achtervoegsels "San" en "Kun" die in gewone spreektaal als beleefdheidsvorm worden gebruikt.

### Vaardigheden
Lee kan in tegenstelling tot andere ninja's geen Ninjutsu (ninja technieken) en Genjutsu (illusie technieken) gebruiken, 2 type jutsu die vaak gebruikt worden in de reeks. Om dit onvermogen te compenseren specialiseert Lee zich in Taijutsu, technieken die enkel focussen op fysieke aanvallen. Onder Gai's leiding leert Lee verscheidene gevorderde Taijutsu technieken en creëert een eigen trainingsmethode. Als onderdeel van zijn training draagt Lee altijd zeer zware gewichten rond zijn enkels. Ondanks deze handicap traint hij zo hard dat zijn medestudenten nog steeds vinden dat hij ongelooflijk snel is. Wanneer Lee de gewichten echter afdoet, verhoogd zijn snelheid zo drastisch dat hij enkel kan gezien worden als een schim van zichzelf wanneer hij beweegt.
De Taijutsu die Gai leert aan Lee baseren zich op de "Sterke Vuist" stijl van vechten. Deel van deze stijl houdt in het openen van de Acht Chakra Poorten, natuurlijke limieten op de mogelijkheden van het lichaam. Indien deze worden geopend stellen ze de ninja in staat bovennatuurlijke prestaties neer te zetten. Het openen van deze poorten, wat voor de meest getalenteerde ninja's een heel moeilijke opgave is, verhogen zeer drastisch de snelheid en de kracht van Lee's Taijutsu. Dit gaat wel ten koste van zijn gezondheid. Veel van Lee's Taijutsu maken gebruik van de extreme power en snelheid die worden vrijgesteld bij het openen van de Chakra Poorten. Het beste voorbeeld hiervan is zijn Lotus (蓮華, Renge) technieken, waarvan vele beginnen met een vlaag van aanvallen om de tegenstander in de lucht te dwingen, gevolgd door een slag die de tegenstander tegen hoge snelheid de grond instuurt. Naast deze technieken bezit Lee een natuurlijke neiging tot de 酔拳 (Suiken, letterlijk "Dronken Vuist") gevechtstijl. Wanneer hij zelfs maar een druppel alcohol drinkt valt hij in een staat van dronkenschap, en zijn gebrek aan coördinatie leidt tot een vorm van onvoorspelbaarheid in zijn aanvallen.